# Iva Slišković
Iva Slišković, coniugata Cuzić (Zagabria, 4 settembre 1984), è un'ex cestista croata.

## Carriera
Con la Croazia ha disputato i Giochi olimpici di Londra 2012 e tre edizioni dei Campionati europei (2011, 2013, 2015).